# Патера Сотра
Патера Сотра (англ. Sotra Patera) — впадина, напоминающая вулканический кратер, на крупнейшем спутнике Сатурна — Титане. Находится в пределах светлой детали, именовавшейся ранее факула Сотра (англ. Sotra Facula), рядом с высочайшей известной горой Титана — горой Дум. На северо-восток от патеры отходит поток Мохини. Патера расположена по координатам 14°30′ ю. ш. 40°00′ з. д. / 14,5° ю. ш. 40,0° з. д., к югу от области Фенсал. Названа по имени норвежского острова Сотра.
19 декабря 2012 года объект переклассифицирован из факулы в патеру.

## Геология
Считается, что это кратер криовулкана диаметром 40 км и глубиной 1,5 км. К патере Сотра примыкают два горных пика высотой 1000—1500 метров. Поперечник детали, включающей саму патеру и два пика, составляет 65 км. У подножья гор видны застывшие потоки материала, толщина которых составляет 100 метров.
Эта деталь рельефа напоминает по форме некоторые земные вулканы, такие как Этна в Италии и Лаки в Исландии. Вулканическая активность в этой области непосредственно не наблюдалась. Топография и данные о химическом составе поверхности позволили учёным представить первые доказательства присутствия в Солнечной системе вулкана, извергающего лёд. «Криовулканы могут объяснить, под воздействием каких геологических процессов возникают различные экзотические объекты Солнечной системы, — говорит Линда Спилкер (Linda Spilker), участник проекта „Кассини“. — Например, на Титане вулканическая активность объясняет, каким образом метан в атмосфере спутника постоянно восполняется, в то время как Солнце постоянно разрушает его молекулы».
Сотра считается самым высоким вулканом в цепи гор, обнаруженных на поверхности Титана. Возник он, скорее всего, когда спутник ещё не был столь глубоко заморожен, как сейчас.
С учётом динамики спутника, учёные предполагают, что извержения патеры Сотра происходят примерно раз в 1000 лет.